# Jeziora alpejskie
Jeziora alpejskie – wspólna nazwa jedenastu europejskich jezior położonych w łańcuchu górskim Alp (Jezioro Genewskie, Lago Maggiore, Lago di Lugano, Lago di Como, Lago di Garda, Lac de Neuchâtel, Jezioro Czterech Kantonów, Jezioro Zuryskie, Jezioro Bodeńskie, Chiemsee oraz Attersee). Stanowią one obszar gęstego zaludnienia oraz rozwiniętego ruchu turystycznego, a także są przedmiotem dużego zainteresowania naukowego.
Większość jezior alpejskich znajduje się w dolinach uformowanych podczas wypiętrzania łańcucha górskiego Alp. W czasie epoki lodowej, przypadającej na geologicznie niedawną epokę plejstocenu (rozpoczętą  mniej niż 2,6 miliona lat temu), lodowce przepływały przez te doliny, pogłębiając i drążąc podłoże, a po ich ustąpieniu pozostawiły moreny (osady materiału skalnego). Wody wypełniły te zagłębienia lub zostały zatrzymane przez moreny.
Jeziora, które powstały w górskich dolinach, są długie, wąskie i zazwyczaj bardzo głębokie. W niektórych przypadkach lodowce posuwały się z Alp na przyległe równiny, gdzie zaczęły się rozchodzić wachlarzowo. Z tego powodu skrajne części tych jezior rozszerzają się lub rozdwajają.
Jeziora alpejskie są podzielone na dwie grupy – północną i południową – przez dział wodny Alp, biegnący z zachodu na wschód. Grupa południowa, znajdująca się w środowisku alpejskim, obejmuje Jezioro Genewskie oraz jeziora Maggiore, Lugano, Como i Garda. Części jezior północnych (Neuchâtel, Jezioro Czterech Kantonów, Jezioro Zuryskie, Jezioro Bodeńskie, Chiemsee, Attersee) leżą w strefie pogórza Alp lub nawet w pewnej odległości poza nią.
Badania naukowe nad jeziorami alpejskimi rozpoczęły się w Szwajcarii dzięki François-Alphonsowi Forelowi, który badał oscylacje poziomu wody (sejsze) wywołane przez wiatr oraz analizował wzajemne relacje między procesami fizycznymi i biologicznymi w jeziorach. W swoim dziele Le Léman wprowadził termin limnologia dla określenia kompleksowego badania jezior.